# 梅普尔顿 (犹他州)
梅普尔顿（英語：Mapleton）是美国犹他州犹他县下属的一座城市。建市于1856年，面积大约为12.58平方英里（32.6平方公里），海拔约为4,731英尺（1,442米）。根据2010年美国人口普查，该市有人口7,979人。